# Тюдор, Дэвид
Дэвид Тюдор (англ. David Eugene Tudor) (1926, Филадельфия — 1996, Томкинс-Коув, штат Нью-Йорк) — американский пианист и композитор экспериментальной музыки.

## Биография
Начав карьеру как органист, Дэвид стал известен впоследствии как один из ведущих авангардных пианистов своего времени, исполняя музыку Булеза, Фельдмана, Штокхаузена, Кристиана Вольфа, Ла Монте Янга. Но больше всего Тюдора связывают с исполнением произведений Джона Кейджа, с которым он начал работать в ранних 50-х, как член Танцевальной компании Мерса Каннингема. Джон Кейдж написал немало пьес специально для Дэвида. Тюдор — первый исполнитель скандальной пьесы Кейджа «4′33″» (1952 г.): пианист поставит ноты, станет время от времени их перелистывать, открывать и закрывать крышку рояля, но не произведёт ни единого звука.
После преподавания в Дармштадте (1956—1961) Тюдор постепенно стал сворачивать свою деятельность как исполнителя, чтобы сосредоточиться на сочинении музыки. Музыку он писал, в основном, электронную, часто — по заказу хореографа Мерса Каннингема. В перформансе («Reunion», 1968 г.), придуманном Кейджем и написанном Тюдором совместно с Лоуэллом Кроссом, Кейдж и Дюшан играли в шахматы на сконструированной электронно-звуковой доске, где каждая фигура имела свой собственный тон, усиливающийся при её перестановке.
После смерти Кейджа в 1992 году, Тюдор занял место музыкального руководителя Танцевальной компании Мерса Каннингема.